# Мельников Орест Борисович
Мельников Орест Борисович (*7 жовтня 1943)  — український політик.

## З життєпису
Має вищу освіту, фізик за спеціальністю. Національність — росіянин.
З березня 1998 по квітень 2002 — Народний депутат України 3-го скликання, обраний від Партії зелених (№ 9 у списку).
У 2002 році брав у часть у виборах до Верховної Ради в одномандатному виборчому окрузі № 104 від партії «Яблуко».